# Las meninas
Las meninas (como se conoce a esta obra desde el siglo XIX) o La familia de Felipe IV (según se describe en el inventario de 1734) se considera la obra maestra del pintor del Siglo de Oro español Diego Velázquez. Acabado en 1656, según Antonio Palomino, fecha unánimemente aceptada por la crítica, corresponde al último periodo estilístico del artista, el de plena madurez. Es una pintura realizada al óleo sobre un lienzo de grandes dimensiones, donde las figuras situadas en primer plano se representan a tamaño natural. Es una de las obras pictóricas más analizadas y comentadas en el mundo del arte.
Aunque fue descrito con cierto detalle por Antonio Palomino y mencionado elogiosamente por varios artistas y viajeros que tuvieron la oportunidad de verlo en el palacio, no alcanzó auténtica reputación internacional sino hasta 1819, cuando, tras la apertura del Museo del Prado pudo ser copiado y contemplado por un público más amplio. Desde entonces se han ofrecido de él diversas interpretaciones, sintetizadas por Jonathan Brown en tres grandes corrientes. La realista, cronológicamente la primera, defendida por Stirling-Maxwell y Carl Justi, ponía el acento en la fidelidad del «momento captado» con la que el pintor se anticipaba al realismo de la fotografía, valorando con Édouard Manet y Aureliano de Beruete los medios técnicos empleados. La publicación en 1925 del artículo dedicado a La librería de Velázquez por Sánchez Cantón, con el inventario de la biblioteca que poseía Velázquez, abrió el camino a nuevas interpretaciones de carácter histórico-empírico basadas en el reconocimiento de los intereses literarios y científicos del pintor. La presencia en la biblioteca del pintor de libros como los Emblemas de Alciato o la Iconología de Cesare Ripa estimuló la búsqueda de variados significados ocultos y contenidos simbólicos en Las meninas. Con Michel Foucault y el posestructuralismo nace la última corriente interpretativa, de carácter filosófico. Foucault descarta la iconografía y su significación y prescinde de los datos históricos para explicar esta obra como una estructura de conocimiento en la que el espectador se hace partícipe dinámico de su representación.
El tema central es el retrato de la infanta Margarita Teresa de Austria, colocada en primer plano, rodeada por sus sirvientes, «las meninas», aunque la pintura representa también otros personajes. En el lado izquierdo se observa parte de un gran lienzo, y detrás de este el propio Velázquez se autorretrata trabajando en él. El artista resolvió con gran habilidad todos los problemas de composición del espacio, gracias al dominio que tenía del color y a la gran facilidad para caracterizar a los personajes. El punto de fuga de la composición se encuentra cerca del personaje que aparece al fondo abriendo una puerta, donde la colocación de un foco de luz demuestra, de nuevo, la maestría del pintor, que consigue hacer recorrer la vista de los espectadores por toda su representación. Un espejo colocado al fondo refleja las imágenes del rey Felipe IV y su esposa Mariana de Austria, medio del que se valió el pintor para dar a conocer ingeniosamente lo que estaba pintando, según Palomino, aunque algunos historiadores han interpretado que se trataría del reflejo de los propios reyes entrando a la sesión de pintura o, según otros, posando para ser retratados por Velázquez: en este caso, la infanta Margarita y sus acompañantes estarían visitando al pintor en su taller.
Las figuras de primer término están resueltas mediante pinceladas sueltas y largas con pequeños toques de luz. La falta de definición aumenta hacia el fondo, siendo la ejecución más somera hasta dejar las figuras en penumbra. Esta misma técnica se emplea para crear la atmósfera nebulosa de la parte alta del cuadro, que habitualmente ha sido destacada como la parte más lograda de la composición. El espacio arquitectónico es más complejo que en otros cuadros del pintor: es el único donde aparece el techo de la habitación. La profundidad del ambiente está acentuada por la alternancia de las jambas de las ventanas y los marcos de los cuadros colgados en la pared derecha, así como la secuencia en perspectiva de los ganchos de araña del techo. Este escenario en penumbra resalta el grupo fuertemente iluminado de la infanta.
Como sucede con la mayoría de las pinturas de Velázquez, la obra no está fechada ni firmada y su datación se apoya en la información de Palomino y la edad aparente de la infanta, nacida en 1651. Se halla expuesta en el Museo del Prado de Madrid, donde ingresó en 1819, procedente de la colección real.

## Contexto histórico y artístico
Velázquez pintó este cuadro en 1656, año perteneciente al reinado de Felipe IV, penúltimo monarca de la dinastía de los Austrias. Hacía más de diez años (1643) que había tenido lugar la caída del valido conde-duque de Olivares, y ocho años (1648) del final de la guerra de los Treinta Años con el resultado de la Paz de Westfalia, cuyas consecuencias para España y el reinado de Felipe IV fueron una clara decadencia. En el año en que Velázquez pintó Las meninas, el rey estaba ya muy envejecido y con evidentes signos de cansancio bien demostrados en la obra del mismo autor, Retrato de Felipe IV (entre 1656 y 1657). Fue en este año de 1657 cuando Inglaterra y Francia pactaron el reparto de las posesiones españolas en Flandes, comenzando un duro ataque contra la monarquía española, que terminó con la derrota de Dunkerque en la batalla de las Dunas por parte de Felipe IV y la firma del Tratado de los Pirineos en 1659. Después de la ejecución de este cuadro, en 1660, se impuso el matrimonio entre el rey de Francia Luis XIV y la infanta María Teresa, hija de Felipe IV. Velázquez, debido a su cargo en la corte española, tuvo que desplazarse a la Isla de los Faisanes para preparar este encuentro; después de este viaje, falleció en Madrid.
Desde los años 1650, Velázquez por su cargo en la corte y durante su segundo viaje a Italia recibió el encargo de adquirir diversas obras pictóricas entre las que se encontraban algunas realizadas por Tiziano, el Veronés y Tintoretto. El pintor se encontraba, después del regreso de Italia, en plena madurez vital y artística. En 1652 fue nombrado Aposentador mayor de palacio, un cargo de gran responsabilidad, pues era una especie de mayordomo del rey que debía encargarse de sus viajes, alojamiento, ropas, ceremonial, etc. Por ello disponía de poco tiempo para pintar, pero aun así los escasos cuadros que realizó en esta última etapa de su vida merecen el calificativo de excepcionales. En 1656 realizó Las meninas, reconocida como su obra maestra. Velázquez tuvo contacto en estos años cercanos a Las meninas con Francisco Rizi, que en 1655 fue nombrado pintor del rey y en 1659 trabajó en la decoración del Salón de los Espejos del Alcázar junto con Carreño y bajo la supervisión de Velázquez. Juan Carreño de Miranda fue amigo y protegido de Velázquez, aunque pertenecía a una generación más joven. Dos años después de terminado el lienzo de Las meninas, en 1658, se encontraban en Madrid junto con Velázquez los grandes pintores Zurbarán, Alonso Cano y Murillo. Zurbarán testificó y tomó parte activa en el proceso que finalmente permitió a Velázquez ingresar en la Orden de Santiago.
Fue enterrado el 6 de agosto de 1660 con el vestido y la insignia de caballero de la Orden de Santiago, distinción que tanto deseó conseguir en vida. Se dice, sin tener ninguna certeza oficial, que fue Felipe IV el que después del fallecimiento del artista añadió a la pintura de Las meninas la cruz de la orden sobre el pecho de Velázquez.

## El título
El cuadro se describe por primera vez en el inventario del Real Alcázar de Madrid de 1666 (uno de cuyos responsables era el yerno del pintor, Juan Bautista Martínez del Mazo) descrito como «retrato de la emperatriz», en alusión a la protagonista, la infanta Margarita Teresa de Austria. El inventario localiza la obra en el despacho del rey en el cuarto de verano:

Una pintura de quatro baras y media de alto y tres y media de ancho Con su marco de talla dorado retratando a la señora emperatriz con sus damas y una enana de mano de Diego belázquez en Mill y quinientos ducados de plata, 16.500 rs.

De forma semejante se citaba en los inventarios de 1686 y 1700, en los que a esta descripción se añadía: «donde se retrató a sí mismo pintando». En la lista de obras salvadas del incendio del Alcázar en 1734 aparecía ya con el título de La familia de Felipe IV, que es el que tenía en 1819 al ingresar en el Museo.
Será en 1843, en el catálogo de las obras del Museo del Prado hecho por Pedro de Madrazo —cuando era director del mismo su padre José de Madrazo—, cuando reciba el nombre de Las meninas, que proviene de la descripción del cuadro que realizó el pintor y escritor Antonio Palomino (1653-1726) en su obra El museo pictórico y escala óptica, donde decía que «dos damitas acompañan a la infanta niña; son dos meninas». Con este nombre, de origen portugués, se conocía a las acompañantes, generalmente de familia noble, que servían como damas de compañía a las infantas, hasta su mayoría de edad.

## Historia del cuadro

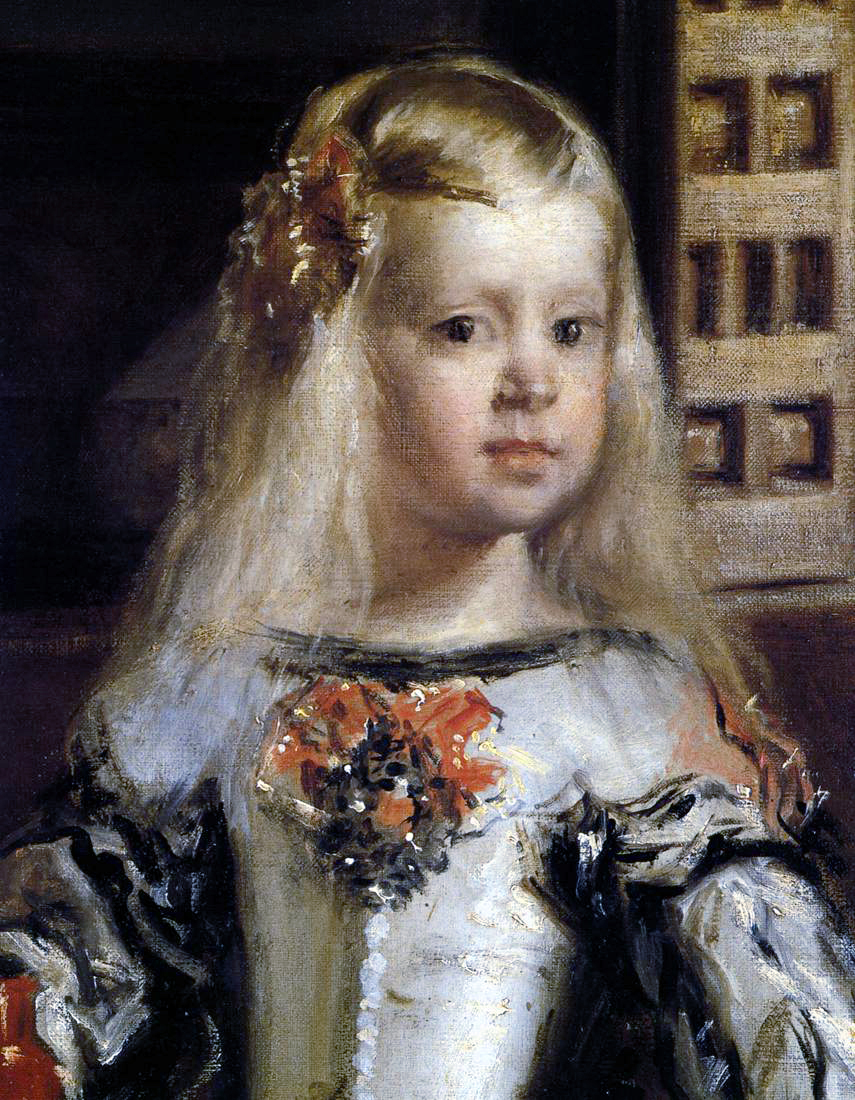
Infanta Margarita Teresa de Austria, personaje central de Las meninas.

La más completa y primitiva información del cuadro se encuentra en la biografía extensa y llena de pormenores que dedicó Antonio Palomino a Velázquez, publicada en el tercer tomo del Museo pictórico y escala óptica, titulado El parnaso español pintoresco laureado. Según su propia confesión Palomino obtuvo los datos de las notas biográficas, actualmente perdidas, escritas por Juan de Alfaro, un pintor que había sido discípulo de Velázquez en los últimos años de su vida, lo que entre otras cosas le iba a servir para identificar con precisión a todos menos uno de los personajes retratados.
La pintura se terminó en 1656, fecha que encaja con la edad que aparenta la infanta Margarita (unos cinco años). Felipe IV solía visitar el taller del pintor, como cuenta Palomino recordando algunos precedentes históricos, conversaba con él y a veces se quedaba viéndole trabajar, sin protocolo alguno. El lugar donde trabajaba Velázquez era una sala amplia del piso bajo del antiguo Alcázar de Madrid, próxima al denominado «Cuarto del Príncipe» por haber sido el aposento del príncipe Baltasar Carlos, muerto en 1646, diez años antes de la fecha de Las meninas. Algunos años después de muerto Velázquez la pieza principal del «Cuarto del Príncipe», que es precisamente el lugar retratado con precisión en Las meninas, se acondicionó como taller de los pintores de cámara.
Según el inventario redactado tras la muerte de Felipe IV en 1665, el cuadro se hallaba entonces en el despacho del rey en el cuarto de verano, lugar para el que fue pintado. En aquel momento se valoró en 16 500 reales, precio muy bajo si se compara con el valor de 52 800 reales que se dio a siete espejos que se guardaban en la misma sala, pero no tanto si se compara con otras pinturas, siendo con diferencia el más valorado de los cuadros del pintor. 
En el incendio que destruyó el Alcázar de Madrid (1734), este cuadro y otras muchas joyas artísticas tuvieron que rescatarse apresuradamente; algunas se recortaron de sus marcos y arrojaron por las ventanas. Las meninas se salvó, pero a ese incidente se atribuye un deterioro (orificio) en la mejilla izquierda de la infanta, que, por suerte, fue restaurado en la época con buenos resultados por el pintor real Juan García de Miranda. El cuadro reaparece en los inventarios del nuevo Palacio de Oriente, hasta que fue trasladado al Museo del Prado. La pintura estuvo colocada en la sala XV de dicho museo, al lado de un gran ventanal que le proporcionaba luz natural por la derecha, como en la ubicación original, efecto que se perdió con su traslado a la sala XII.
Durante la guerra civil española el cuadro y otras obras fueron evacuados por el equipo de Jacques Jaujard y trasladados a Ginebra.
En 1984, en medio de una fuerte controversia, fue restaurado bajo la dirección de John Brealey, experto del Museo Metropolitano de Nueva York. Previamente se habían efectuado exhaustivos estudios en colaboración con la Universidad de Harvard. La restauración se redujo a la eliminación de capas de barniz que habían amarilleado y alteraban el efecto de los colores. El estado actual de la pintura es excepcional, especialmente si se tiene en cuenta su gran tamaño y antigüedad.

## Descripción

### Personajes y otros elementos

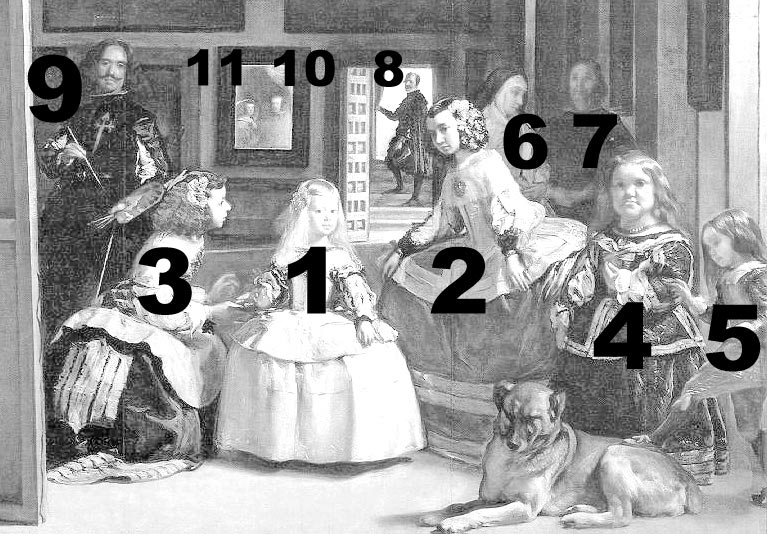
Numeración de los personajes de Las meninas.

La numeración de los personajes corresponde a la que aparece en la ilustración.
- 1. Infanta Margarita. La infanta, una niña en el momento de la realización de la pintura, es la figura principal. Tenía unos cinco años de edad y alrededor de ella gira toda la representación de Las meninas. Fue uno de los personajes de la familia real que más veces retrató Velázquez, ya que desde muy joven estaba comprometida en matrimonio con su tío materno y los retratos realizados por el pintor servían, una vez enviados, para informar a Leopoldo I sobre el aspecto de su prometida. Se conservan de ella excelentes retratos en el Museo de Historia del Arte de Viena. La pintó por primera vez cuando no había cumplido los dos años de edad. Este cuadro se encuentra en Viena y se considera como una gran obra de la pintura infantil. Velázquez la presenta vestida con guardainfante bajo la basquiña gris y crema.[33]
- 2. Isabel de Velasco. Hija de Bernardino López de Ayala y Velasco, VII conde de Fuensalida y I conde de Colmenar de Oreja. Nació en Colmenar de Oreja, el 6 de septiembre de 1638. En 1649, a la edad de 11 años, comenzó a servir como menina de la reina Mariana de Austria, y siendo dama de la reina murió por una enfermedad el 22 de octubre de 1659. En 1656, cuando fue retratada por Velázquez, tenía 18 años de edad.[34] Lamentando su muerte, el duque de Montalto, caballerizo mayor de la reina, escribió en una carta al marqués de Castel Rodrigo: «murió pocos días ha la señora doña Isabel de Velasco, hija del conde de Fuensalida, dama de las que más lucían en Palacio».[35]
- 3. María Agustina Sarmiento de Sotomayor. Hija del conde de Salvatierra y heredera del Ducado de Abrantes por vía de su madre, Catalina de Alencastre, que contraería matrimonio más tarde con el conde de Peñaranda, grande de España. Es la otra menina con traje de corte, la situada a la izquierda. Está ofreciendo agua en un búcaro, pequeña vasija de arcilla porosa y perfumada que refrescaba el agua. La menina inicia el gesto de reclinarse ante la infanta real, gesto propio del protocolo de palacio.[23]
- 4. Mari Bárbola (María Bárbara Asquín). Entró en Palacio en 1651, año en que nació la infanta y la acompañaba siempre en su séquito, «con paga, raciones y cuatro libras de nieve durante el verano».[36] Es la enana acondroplásica que vemos a la derecha.
- 5. Nicolasito Pertusato. Enano de origen noble del Ducado de Milán que llegó a ser ayuda de cámara del rey y murió a los setenta y cinco años. En la pintura está situado en primer término junto a un perro mastín, sufría enanismo hipofisario o proporcionado por lo que parece un niño de la edad de la infanta, cuando en realidad era un joven adulto.
- 6. Marcela de Ulloa, viuda de Diego de Peralta Portocarrero. Era la encargada de cuidar y vigilar a todas las doncellas que rodeaban a la infanta Margarita. Se encuentra en la pintura, representada con vestiduras de viuda y conversando con otro personaje.
- 7. El personaje que está a su lado, medio en penumbra, es el único cuyo nombre no da Palomino. Únicamente lo menciona como un guardadamas, aunque estudios más recientes aseguran que se trata de don Diego Ruiz Azcona.[37][38]

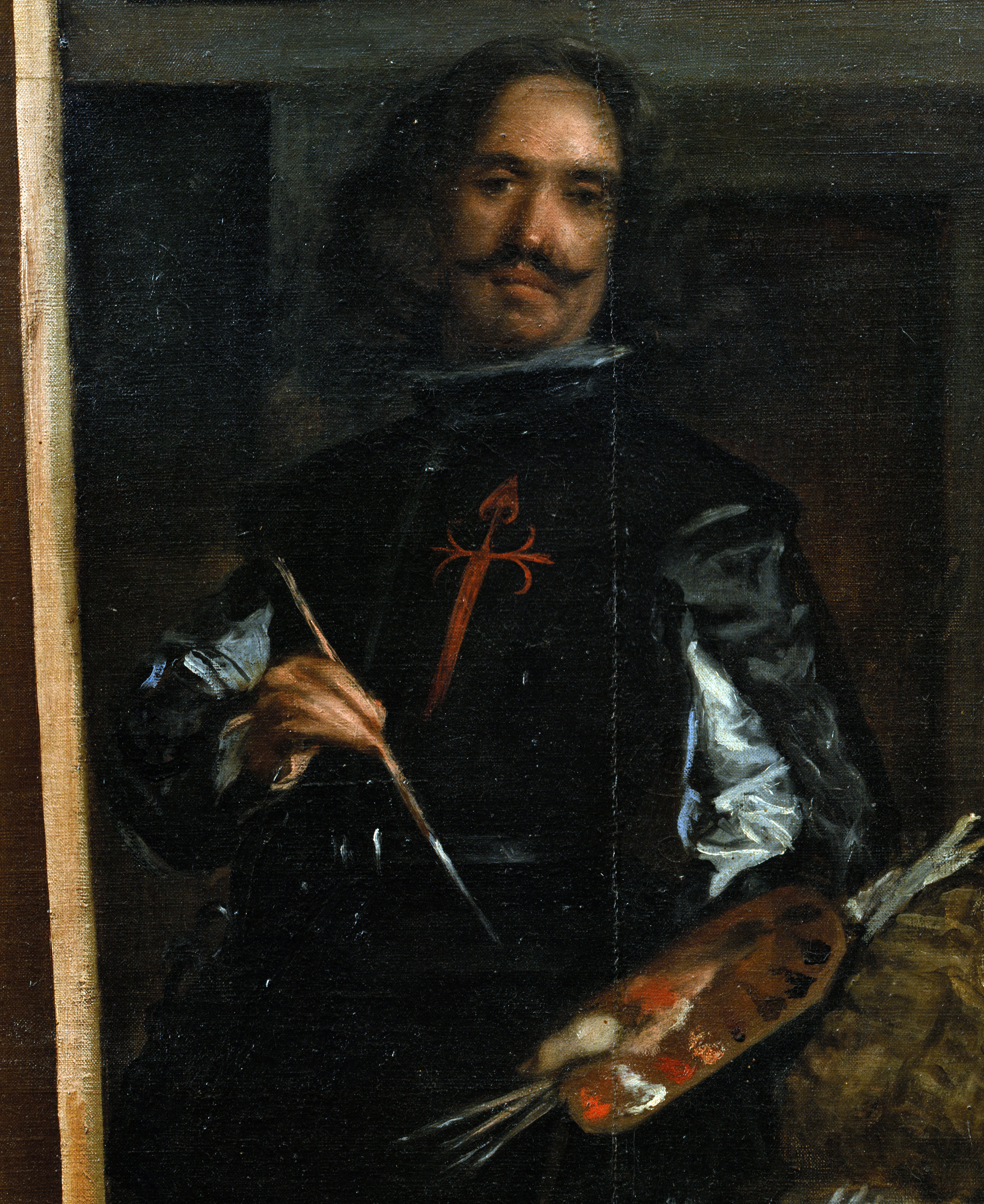
A la izquierda del cuadro, se encuentra el pintor delante de una gran tela; se considera que este es el mejor autorretrato de Velázquez. Sobre su pecho se añadió posteriormente el emblema de la orden de Santiago.

- 8. José Nieto Velázquez. Era el aposentador de la reina, así como el propio pintor lo era del rey. Sirvió en palacio hasta su fallecimiento. En la pintura queda situado en el fondo, en una puerta abierta por donde entra la luz exterior. Se muestra a Nieto cuando hace una pausa, con la rodilla doblada y los pies sobre escalones diferentes. Como dice la crítica de arte Harriet Stone, no se puede estar seguro de si su intención es entrar o salir de la sala.[39]
- 9. Diego Velázquez. El autorretrato del pintor se encuentra de pie, delante de un gran lienzo y con la paleta y el pincel en sus manos y la llave de ayuda de cámara a la cintura. El emblema que luce en el pecho fue pintado posteriormente cuando, en 1659, fue admitido como caballero de la Orden de Santiago. Según Palomino, «algunos dicen que su Majestad mismo se lo pintó, para aliento de los Profesores de esta Nobilísima Arte, con tan superior Chronista; porque cuanto pintó Velázquez este cuadro, no le había hecho el Rey esta merced».[40]
- 10 y 11. Felipe IV y su esposa Mariana de Austria. Aparecen reflejados en un espejo, colocado en el centro y fondo del cuadro; parece indicar que es precisamente el retrato de los monarcas lo que estaba pintando Velázquez.

En primer término se puede observar un perro, un mastín español, que está en una actitud de reposo, sin inquietarse ni siquiera cuando siente el pie del enano Pertusato.
El espacio representado, como ya indicó Palomino, es la pieza principal del cuarto del príncipe. Aunque el Alcázar resultó destruido en el incendio de 1734, a partir de lo que indican los inventarios y de los planos conservados de Juan Gómez de Mora ha sido posible reconstruir la disposición de la estancia representada con notable fidelidad por Velázquez, sin otro cambio que el espejo, no mencionado en los inventarios. Se trata de una sala rectangular, de aproximadamente veinte metros de largo y más de cinco de ancho con ventanas alineadas en uno de sus lados. Se decoraba con cuarenta cuadros, en su mayor parte copias de Rubens hechas por Juan Bautista Martínez del Mazo de asuntos mitológicos tomados de las Metamorfosis de Ovidio, y una serie de aves, animales y paisajes dispuestas sobre las ventanas. En la pared del fondo se disponían cuatro cuadros de la serie de mitologías ovidianas tal como muestran Las meninas: Prometeo robando el fuego sagrado y Vulcano forjando los rayos de Júpiter a los lados del pintor y apenas visibles, y otros dos de mayor tamaño en la parte alta cuyos motivos llegan a advertirse en la penumbra de la estancia: Minerva y Aracne, copia de Mazo sobre una composición de Rubens, y Apolo vencedor de Pan, derivado de un original de Jacob Jordaens ejecutado a su vez sobre un boceto de Rubens para la serie de la Torre de la Parada. En ambos se han fijado quienes buscan intenciones simbólicas en Las meninas, interpretándolos en sentido político, suponiendo en la elección de sus asuntos ocultas alusiones a la obediencia debida a los reyes y al castigo que acarrea incumplirla, o como una reivindicación de la superioridad de las artes mayores consideradas como un oficio noble, frente a los oficios manuales y mecánicos representados en el trabajo artesanal. En el momento de pintar Las meninas Velázquez trataba de ser admitido como caballero de la Orden de Santiago, y consiguientemente ver reconocido su ennoblecimiento sin obstáculo de su oficio de pintor, como ya se hacía en otros países —como Italia—, donde los monarcas y pontífices honraban a los pintores. Entre los libros dejados por Velázquez al morir se encontraba la Noticia de las artes liberales del abogado Gaspar Gutiérrez de los Ríos (1600), que en España había sido el primero en defender por extenso la liberalidad del arte de la pintura, junto con otros tratados, como una copia de los escritos de Leonardo da Vinci o la Historia natural de Plinio en los que se hablaba también de la nobleza de la pintura. Así Plinio, en referencia al pintor Pánfilo, escribió: 

... fue el primer pintor cultivado,[…] en todas las disciplinas, principalmente en aritmética y geometría, sin las cuales decía que no podía culminar el arte. […] este arte se admitía como primer grado de educación liberal. Lo cierto es que siempre tuvo el prestigio de ser practicado por hombres libres y más tarde por personajes de alto rango, y de haber estado vetado siempre a los esclavos. Esta es la razón por la que ni en pintura ni en escultura hay obras famosas realizadas por esclavos».
Plinio Naturalis Historia Lib. XXXV, 77. Reseña: Víctor Nieto Alcaide, Espacio, Tiempo y Forma Serie VII, Historia del Arte, t. 20-21-2007:UNED p. 63.

### Técnica
Para José Gudiol Las meninas suponen la culminación de su estilo pictórico en un proceso continuado de simplificación de su técnica, primando el realismo visual sobre los efectos del dibujo. Velázquez en su evolución artística entendió que para plasmar con exactitud cualquier forma solo se precisaban unas determinadas pinceladas. La simplicidad fue su objetivo en su época de madurez y en Las meninas es donde mejor consiguió reflejar estos logros.
En Las meninas destaca su equilibrada composición, su orden. La mitad inferior del lienzo está llena de personajes en dinamismo contenido mientras que la mitad superior está imbuida en una progresiva penumbra de quietud. Los cuadros colgados de las paredes, el espejo, la puerta abierta del fondo son una sucesión de formas rectangulares que forman un contrapunto a los sutiles juegos de color que ocasionan las actitudes y movimientos de los personajes. La composición se articula repitiendo la forma y las proporciones de los dos tríos principales (Velázquez-Agustina-Margarita por un lado e Isabel-Maribarbola-Nicolasito por otro), en una posición muy reflexionada que no precisó ajustes y modificaciones sobre la marcha, como acostumbraba a hacer Velázquez en su forma de pintar, llena de arrepentimientos, rectificaciones, correcciones y ajustes conforme avanzaba en la ejecución de un cuadro. Esta disposición elegida y la armonía de los tonos consiguen esa maravillosa naturalidad que le da ese aspecto de secuencia improvisada captada fugazmente.
Velázquez fue un maestro en el tratamiento de la luz. Iluminó el cuadro con tres focos luminosos independientes, sin contar el pequeño reflejo del espejo. El más importante es el que incide sobre el primer plano procedente de una ventana de nuestra derecha que no se ve, que ilumina a la infanta y su grupo convirtiéndola a ella en el principal foco de atención. El amplio espacio que hay detrás se va diluyendo en penumbras hasta que en el fondo un nuevo y pequeño foco luminoso irrumpe desde otra ventana lateral derecha cuyo resplandor incide sobre el techo y la zona trasera de la habitación. El tercer foco luminoso es el fuerte contraluz de la puerta abierta en la parte frontal del fondo donde se recorta la figura de José Nieto y desde donde la luminosidad se proyecta desde el fondo del cuadro hacia el espectador, formándose así una diagonal que lo atraviesa en sentido perpendicular. El entrecruzamiento de esta luz frontal de dentro a fuera y las transversales aludidas, forma distintos juegos luminosos de inclinaciones varias de arriba hacia abajo o de derecha a izquierda, creando una ilusión de planos superpuestos en profundidad de gran verosimilitud. Esta compleja trama luminosa llena el espacio de sombras y contraluces invitando al espectador a mirar cada detalle en vaivén por todo el cuadro.
Sistemáticamente Velázquez busca neutralizar los matices destacando solo algunos elementos para que la intensidad cromática no predomine en general. Así en el grupo de personajes principal, sobre una capa ocre solo destaca algunos matices grises y amarillentos en contraposición a los grises oscuros del fondo y de la zona alta del cuadro. Ligeros y expresivos toques negros y rojos más la blancura rosada de las carnaciones completan el efecto armónico. Las sombras se emplean con determinación y sin vacilar, incluyendo en ellas el negro. Esta idea de neutralizar los matices predomina en su arte, tanto al definir con pocos y precisos trazos negros el personaje a contraluz del fondo, como cuando obtiene la verdadera calidad de la madera en la puerta de cuarterones del fondo, o cuando siembra de pequeños trazos blancos la falda amarillenta de la infanta o al sugerir sin ni siquiera intentar dibujarlo su ligero pelo rubio.
El cuadro está pintado a la última manera de Velázquez, la que empleó desde su regreso del segundo viaje a Italia. En esta última etapa se aprecia una mayor dilución de los pigmentos, un adelgazamiento de las capas pictóricas, una aplicación de la pincelada desenfadada, atrevida y libre. Como decía Quevedo un «pintor de manchas distantes» o en «la tradición de Tiziano», lo que en España se llamaba «pintura a borrones». Las meninas se realizó de forma rápida e intuitiva según la costumbre de Velázquez de pintar de primeras el motivo, en vivo, de hacerlo directamente alla prima, con espontaneidad. En esta última década de su vida, Velázquez consiguió un dominio de la técnica pictórica y de la perspectiva aérea, que trasmitió en Las meninas y en su probable siguiente gran obra: Las hilanderas. En ambas obras consiguió la sensación de que entre los personajes hay un espacio de «aire» que los difumina a la vez que los aúna a todos ellos, llevando a su extremo la técnica de pinceladas sueltas y ligeras que había empezado a emplear en su periodo intermedio y se encuentra, por ejemplo, en El príncipe Baltasar Carlos a caballo.
La obra está pintada en un lienzo formado por tres bandas de tela cosidas verticalmente. Su altísima calidad técnica, con el tratamiento de la textura fina y las pinceladas compactas aplicadas con una gran maestría, unida a una cuidadosa elección de los materiales, ha hecho posible su buen estado de conservación, a pesar del tiempo transcurrido desde su ejecución, sin que apenas se observen craquelados. Las medidas originales fueron ligeramente retocadas en una primera restauración, en la que el cuadro se volvió a entelar. En el borde superior y el lado lateral derecho se puede detectar las señales que dejaron los clavos que fijaban la tela al bastidor; fue recortada por el lado izquierdo y se hizo un pequeño doblez para hacer posible la nueva sujeción. Parece que se perdió muy poco trozo de la orilla.
Los estudios radiográficos llevados a cabo en el Museo del Prado y el análisis técnico de Carmen Garrido han demostrado que Velázquez realizó la pintura directamente en el lienzo sin bocetos previos: por medio de la aplicación de manchas de color cubrió grandes partes de la tela de forma irregular, a la manera de la llamada Escuela veneciana encabezada por Giorgione. Las correcciones o pentimenti fueron múltiples, siendo las más notables las que afectaron al propio pintor, que en un primer estado se presentaba con el rostro de perfil girado hacia la infanta Margarita; la mano derecha de la infanta también estaba corregida y puesta más baja que en su posición inicial; otros arrepentimientos se encuentran en el espejo del fondo, donde se apreció el encaje de la cabeza del rey con una técnica abocetada y con pigmentos más densos que el que sugiere la figura de la reina casi invisible. Los contornos de las figuras se realizaron con trazos largos y sueltos, aplicando luego toques rápidos y breves para destacar las luces de los rostros, manos y detalles de los vestidos. La rapidez de ejecución se aprecia en los detalles decorativos.
Velázquez empleó una gama de colores fría y con una paleta sobria y no extensa. Al aplicar las pinceladas apenas roza el lienzo, consiguiendo una textura fina, con solo algunos puntos donde se aprecian más las pinceladas algo más gruesas. Según dijo Delacroix usaba un «empaste neto y al mismo tiempo rico de matices». Los personajes son tratados de forma naturalista, ya sea la menina Agustina Sarmiento ofreciendo la cerámica con agua o la propia infanta Margarita. Todos los personajes del cuadro están introducidos en una escena donde la luz trata la atmósfera como punto de unión entre ellos.
Velázquez utilizó los blancos de plomo sin casi mezclas en diversos puntos del cuadro, como en las camisas, los puños de Mari Bárbola o la manga derecha de Agustina Sarmiento; lo hizo con un toque rápido y decidido que consigue el reflejo de las vestiduras y adornos, como en el caso de la infanta Margarita o en la camisa del propio pintor. En los cabellos de la infanta y en sus adornos, también se aprecia el arte de la pincelada del maestro. En las cuatro figuras femeninas del primer término se observa un tratamiento similar; los vestidos denotan la categoría y la clase de tela de cada uno de ellos. En el caso de Nicolasito Pertusato, la definición queda más desdibujada. Velázquez empleó toques de lapislázuli sobre todo en el vestido de Mari Bárbola, y lo hizo con objeto de conseguir reflejos en el color profundo de este vestido. Los personajes reflejados en el espejo están elaborados de manera más rápida y con una técnica esbozada.

### Teorías sobre el argumento de la obra

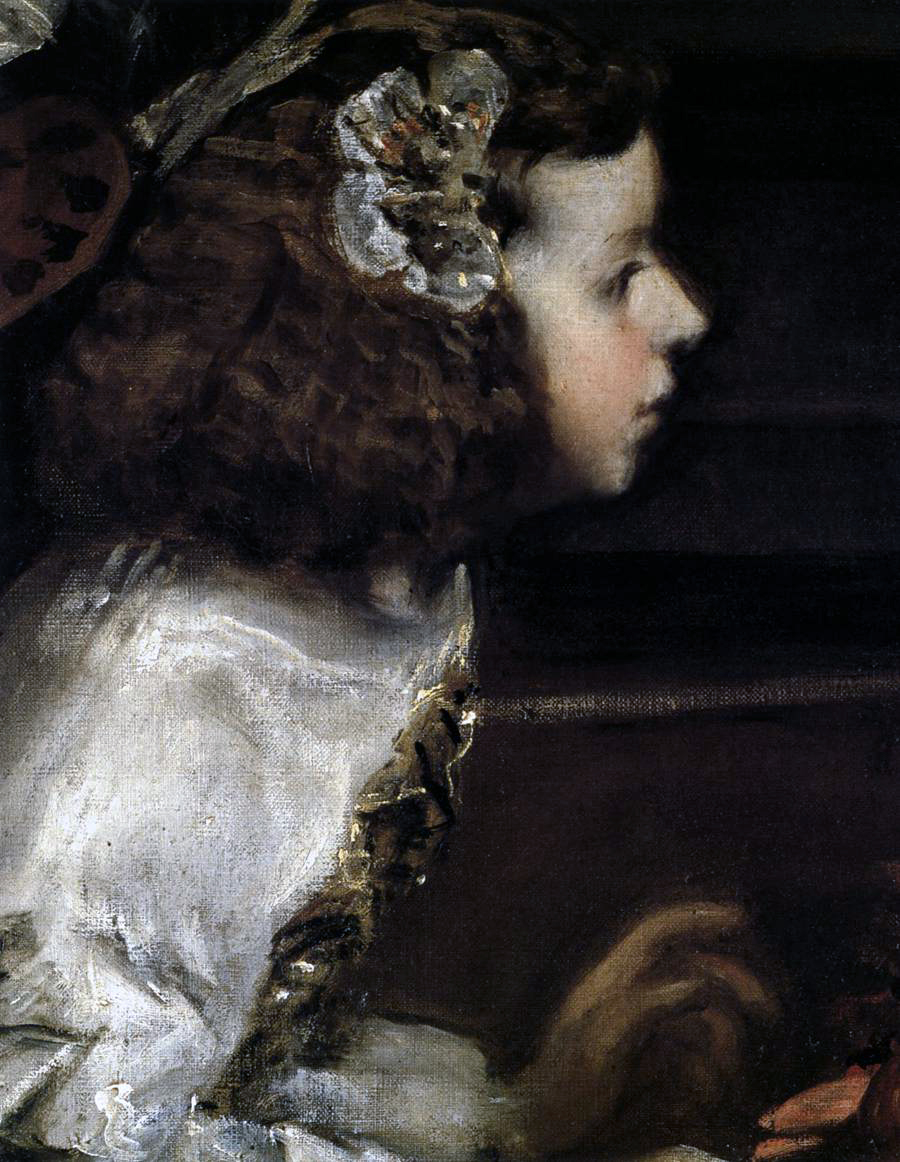
María Agustina Sarmiento de Sotomayor, menina real, en Las meninas.

A pesar de los muchos estudios que los historiadores de arte han dedicado a encontrar un significado al lienzo, Las meninas sigue planteando incógnitas de difícil respuesta. El primer problema es la dificultad misma que existe para establecer el género pictórico al que pertenecen, ya que no se atiene a ninguno de los géneros tradicionales. Se trata de un retrato cuya protagonista, según las primeras descripciones que del cuadro han llegado, es la infanta Margarita con algunos miembros de su séquito. Pero no se trata de un retrato de grupo convencional, pues en él parece estar ocurriendo algo que solo queda sugerido por la dirección de las miradas de seis de los nueve personajes hacia fuera del cuadro, es decir, hacia el lugar donde se encuentra el espectador. La aparente levedad de la anécdota narrada, su propia indefinición, hace que tampoco pueda considerarse como una pintura de historia convencional. Como obra barroca podría esconder varios mensajes solapados. «El barroco es un arte dinámico. Acción y 'pathos' determinan sus creaciones y tratan de incluir también al observador». En este caso, sin embargo, el espectador al que se destina parece ser único: el rey, que dispone de la obra en un espacio reservado y de uso privado de su cuarto de verano, y que estaría doblemente representado, en el reflejo del espejo y como receptor de las miradas. En este sentido la acción espontánea y de apariencia casual podría ser considerada como un mero capricho dirigido privadamente al rey por su pintor de cámara, cuando este ya lo había conseguido todo en la corte y el rey, agobiado por los quehaceres políticos y envejecido, podía encontrar consuelo tanto en el retrato de la infanta, que era su «alegría», como en el magisterio de su pintor.
La apariencia casual del suceso narrado esconde en realidad un complejo estudio de las relaciones entre los personajes representados, lo que ha llevado a la búsqueda de un argumento. Jonathan Brown sugirió que la escena representaría el momento en que la infanta Margarita llegando al estudio de Velázquez para ver trabajar al artista pide agua, que le ofrece la menina situada a la izquierda, instante en el que también entran el rey y la reina, reflejándose sus figuras en el espejo de la pared del fondo. Ante esa aparición, la acción se detiene y los que ya han advertido la presencia de los reyes, no todos, dirigen hacia ellos sus miradas. Para Thomas Glen, la secuencia de hechos es ligeramente distinta: los reyes han permanecido durante un tiempo sentados, posando ante el pintor que los retrata en presencia de la infanta cuando deciden dar por terminada la sesión. En ese momento las miradas se dirigen hacia ellos, Velázquez interrumpe su labor y Pertusato despierta al perro que ha de acompañar a su ama. El aposentador de la reina, abriendo la puerta del fondo en cumplimiento de sus funciones palaciegas, indica que las personas reales se disponen a cruzar el espacio representado. El propio Brown parece aceptar ahora esta narración, que es la que actualmente goza de un mayor consenso y la que permite explicar más satisfactoriamente, conforme a las reglas de la perspectiva, lo reflejado en el espejo.
Si bien, en opinión de Martin Kemp, la composición del espacio en Las meninas es «un sutil desafío al naturalismo científico anterior, principalmente italiano», pues el pintor se habría propuesto dar una idea del proceso de la visión mediante recursos exclusivamente pictóricos —manchas y luces— atento a la apariencia más que a la árida geometría, las líneas ortogonales son suficientes para localizar el punto de fuga en el hueco de la puerta del fondo, próximo al codo de Nieto. El espejo refleja así, como ya advirtió Antonio Palomino, el anverso del cuadro en el que trabaja Velázquez, lo que no vemos: el retrato doble de los monarcas bajo un cortinaje, por más que Velázquez nunca pintase un cuadro de esas características. Si, al contrario, el espejo no reflejase la superficie del lienzo, sino a los propios reyes, estando estos situados en el punto de vista exterior al cuadro ocupando el mismo lugar que ocupa el espectador, de modo que el punto focal se localizase justo frente al espejo, el punto de fuga debería situarse de acuerdo con las reglas de la perspectiva en el mismo centro del espejo. Se resolvería así también la cuestión de qué está pintando, cuestión que ha intrigado a muchos investigadores, y a la que se ha respondido que el propio cuadro de Las meninas, con el que coincide en el bastidor primitivo y en las medidas aproximadas, o su propio autorretrato, suponiendo un juego de espejos cruzados, lo que parece desmentir el hecho de que los cuadros del fondo no se muestren invertidos.

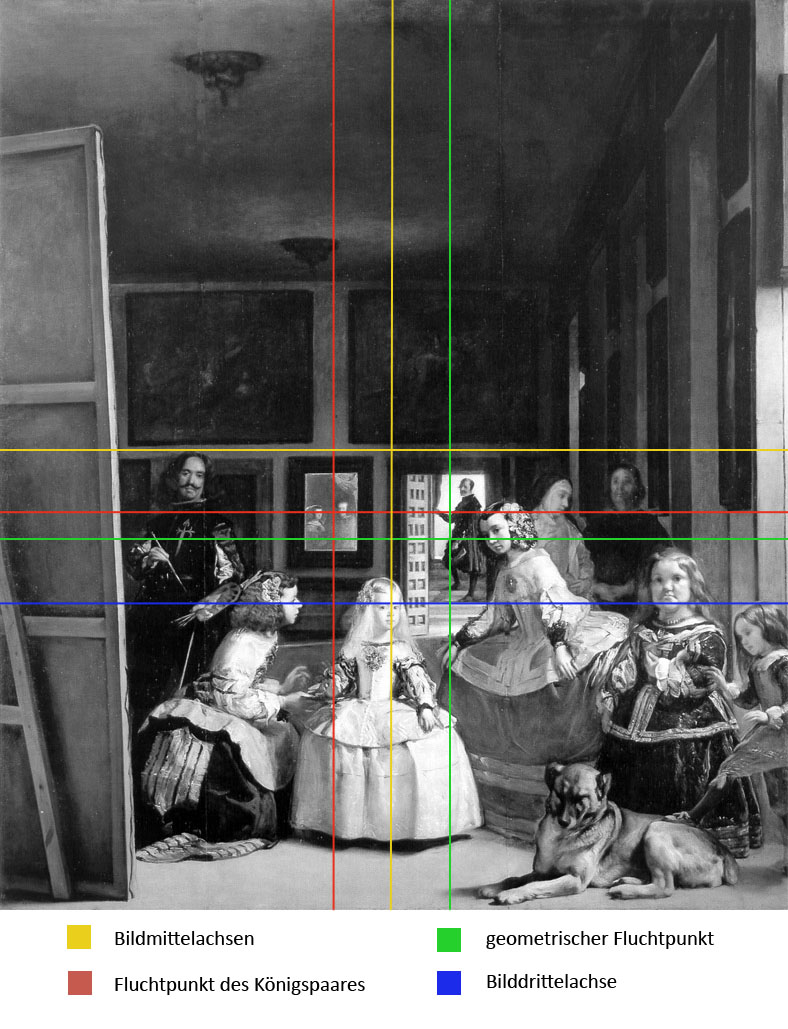
Esquema geométrico de composición de Las meninas. Amarillo: ejes del centro de la imagen. Azul: eje del tercio de la imagen. Verde: Punto de fuga geométrico. Rojo: Punto de fuga de los Reyes.

Los intentos de descubrir un significado oculto más allá de la pura apariencia de lo representado han sido también diversos. El primero en formular una hipótesis de este género fue Charles de Tolnay, quien interpretó Las meninas como una reivindicación de la nobleza de la pintura, cuestión candente en la España del siglo XVII y por la que hacía tiempo venían luchando los pintores, pleiteando contra el pago de la alcabala, impuesto al consumo que gravaba las ventas y equiparaba a los pintores con los artesanos. Tomando como punto de partida los dos cuadros de asunto mitológico colgados de la pared del fondo, copias de Juan Bautista Martínez del Mazo de dos lienzos que colgaban en la Torre de la Parada, Minerva y Aracne, según Rubens, y Apolo y Marsias, original de Jordaens, cuyos asuntos —la competición entre dos formas de arte, encarnada una en un dios y la otra en un mortal— interpretó como una exaltación del arte sobre la artesanía, Tolnay destacó que Velázquez se representara al margen de la composición, como imaginándola, forjándose una idea platónica de ella, antes de comenzar a manejar los pinceles, oficio mecánico. Con algunos matices la interpretación social de Tolnay ha encontrado numerosos seguidores, entre ellos Jonathan Brown, para quien el asunto de los cuadros carecería de interés, al reflejar la pintura la disposición exacta de la sala, y la exaltación del arte de la pintura vendría dada por la presencia de los reyes: el rey enaltece al pintor yendo a verle trabajar en su taller —Palomino alude efectivamente a esas visitas de los reyes a sus pintores, y no solo en esta ocasión, como signo de máximo aprecio— y, por su lado, el pintor guarda el decoro no pintándose junto a sus señores, sino ante el reflejo que de ellos proyecta el espejo. En el cuidado puesto por el pintor para autorretratarse en el ejercicio de sus funciones de pintor de cámara sin caer en la «osadía» de hacerse protagonista, pintándose junto a sus señores, ha incidido Fernando Marías, para quien Las meninas serían un capricho conceptista mediante el que el pintor solicita ingeniosamente al propio rey permiso «para retratar a un monarca que no quería ser retratado».
Una interpretación distinta, en clave política, fue propuesta por Xavier de Salas secundado por Enriqueta Harris, poniendo el acento en el protagonismo de la infanta Margarita, quien ocuparía ese lugar como heredera de la corona, «la exclusiva esperanza por entonces de perpetuar la rama española de los Habsburgo».
Tesis amplificada por Manuela Mena, quien interpreta en clave emblemática, como «espejo de príncipes» destinado a la educación de la futura reina, algunos elementos visibles en el lienzo con otros que solo se descubrirían en las radiografías. Puesto que la corona correspondía en realidad a la hermana mayor, María Teresa, hija del primer matrimonio de Felipe IV con Isabel de Borbón, tal hipótesis necesita explicar su exclusión de la línea sucesoria, lo que se justificaría por la promesa de matrimonio con Luis XIV, rey de Francia. Sin embargo, este matrimonio, aunque largamente solicitado desde la corte francesa, no se concertó hasta 1659, tras el nacimiento de un heredero varón, Felipe Próspero, en tanto en 1656 se debatían otros matrimonios más convenientes para la infanta con miembros de la familia austriaca, de modo que no quedase excluida de la línea de sucesión.

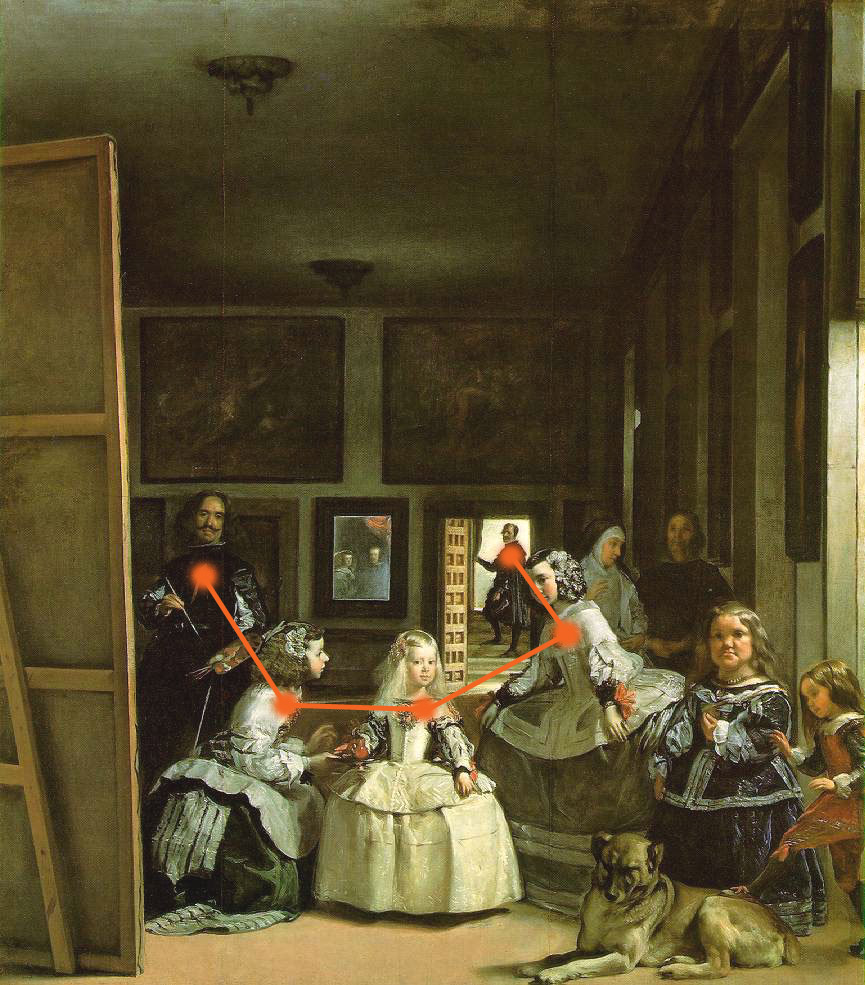
Las meninas con la línea imaginaria correspondiente a la constelación Corona Borealis.

Muy numerosas son las aproximaciones a Las meninas en clave iconológica, encabezadas por los estudios de J. A. Emmens y Santiago Sebastián, con las que se busca dar una explicación del conjunto de la obra a partir de las interpretaciones alegóricas de sus componentes, tomando como punto de partida la presencia en la biblioteca de Velázquez de algunos libros de carácter iconológico y emblemático, como la Iconologia overo Descrittione dell'Imagini universali de Cesare Ripa. Así, la enana Mari Bárbola, emblema de la Envidia para Emmens, tiene una bolsa de monedas en las manos que simbolizaría la Avaricia. El enano Nicolasito Pertusato, que molesta al perro, sería el Mal, o la Locura, importunando a la Fidelidad, pues el Mal aparece en tratados de iconografía como un personaje vestido de rojo, y el perro es, entre otros, símbolo de Fidelidad y de alerta ante los peligros. El riesgo de tales explicaciones para Julián Gállego es que acaben reduciendo la interpretación del cuadro a una charada, o como dice Brown, que se tomen como emblemas motivos incidentales, «imputando a objetos y personajes una significación que quizá no posean», llevados únicamente de la subjetividad del intérprete.
Entre diversos libros de materias científicas Velázquez disponía de algún tratado de astronomía y cosmografía, como la Suma astrológica de Antonio Nájera, y tres anteojos para contemplar las estrellas. Esto ha dado pie a especulaciones sobre la simbología astrológica de Las meninas. Se aduce en este sentido que uniendo con una línea imaginaria el corazón, o las cabezas, de las que serían las cinco figuras principales: Velázquez, la menina Agustina Sarmiento, la infanta Margarita, la menina Isabel de Velasco y el aposentador José Nieto, se puede reconstruir el dibujo de la constelación Corona Borealis, cuya estrella central se llama Margarita Coronae, como la infanta que ocupa también el lugar central en el cuadro. Además, trazando un círculo entre estos personajes y añadiendo líneas hacia los personajes secundarios se obtendría el signo de Capricornio, que era el signo zodiacal de la reina Mariana de Austria. Por último, se dice que la luz que entra desde las ventanas coincide con la fecha del 23 de diciembre de 1656, fecha del cumpleaños de la reina.
Subrayando la dificultad de la interpretación, López Rey concluye que sea el que fuese el asunto que Velázquez está pintando en su lienzo lo cierto es que no quiso mostrarlo. Por un lado la infanta y su grupo están mirando desde distintos puntos hacia ese espacio externo que Velázquez está pintando. Por otro el espectador se siente atraído por las intensas figuras del primer plano y por las luminosas imágenes de los reyes reflejados en el espejo. Una pintura dentro de otra pintura, subrayando la división entre pintura y realidad.
En su análisis de 2015, Xavier d'Hérouville acerca el cuadro a su primer nombre, La familia de Felipe IV, que en su momento le valió el título de "teología de la pintura" de Luca Giordano, pintor contemporáneo de Velázquez. A través de esta representación, el pintor habría conceptualizado la visión divina de su creación. Cuando el espectador se sitúa frente al lienzo, en lugar del estudio del Rey al que estaba destinado exclusivamente este cuadro, se encuentra instantáneamente investido del poder divino, el de “ver sin ser visto” a la Familia de Felipe IV. La interfaz que constituye este lienzo debe considerarse, por tanto, como un “espejo unidireccional” en el que cada uno de los protagonistas de esta representación se mira a sí mismo, y detrás del cual el monarca investido del poder divino, y su esposa, pueden con tranquilidad y tranquilidad. total discreción para contemplar la obra de su vida, su “Familia”, en el sentido más amplio del término. Más aún, este lienzo puede verse no sólo como un resumen del estado de avance de su arte en el momento de pintar, sino también como un curriculum vitae de la vida y carrera de Velázquez. Este último llegó incluso a representarse en este “fresco” en tres momentos clave de su propia existencia dentro de la Corte de España: al fondo y a la izquierda, como pintor del Rey, luego a la derecha esta vez, en el seno mismo de la Familia de Felipe IV, junto a la institutriz, como ayuda de cámara del dormitorio del Rey, y finalmente al fondo y al fondo centro, acampado en las escaleras, como Aposentador o Mariscal de Palacio, función suprema que ejercía como mejor amigo y confidente del Rey.

### Sección áurea y análisis de la obra

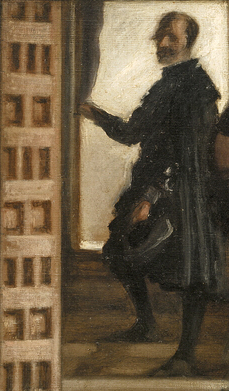
Detalle de la puerta del fondo donde se encuentra José Nieto, punto de fuga del cuadro.

Muchos artistas del Renacimiento emplearon la sección áurea en sus dibujos, por ejemplo el gran maestro Leonardo da Vinci. Ya en el año 1509 el matemático Luca Pacioli, publicó el libro De Divina Proportione y en 1525 Alberto Durero publicó Instrucción sobre la medida con regla y compás de figuras planas y sólidas, donde describe cómo trazar la espiral basada en la sección áurea con regla y compás, que se conoce con el nombre de «espiral de Durero». Velázquez, en la composición áurea de su cuadro Las meninas, lo ordena con la mencionada espiral, cuyo centro está situado sobre el pecho de la infanta Margarita, —autores diversos han mencionado la posible utilización del empleo del número áureo por Velázquez— marcando con ello el centro visual de máximo interés y el significado simbólico del lugar reservado para los escogidos, como era tradición en Europa, que el monarca ocupara el lugar central y de privilegio en las ceremonias. No hay que olvidar que en el momento de la creación de la pintura, la infanta Margarita era la persona más indicada como sucesora al trono, ya que Felipe IV no tenía en ese momento ningún hijo varón.
El punto de fuga de la perspectiva está detrás de la puerta donde se encuentra José Nieto; precisamente, allí es donde va la vista en busca de la salida del cuadro; la gran luminosidad existente en este punto provoca que la mirada se fije en ese lugar.
En Las meninas se puede estructurar el cuadro en diferentes espacios. La mitad superior de la obra está dominada por un espacio vacío, en el que Velázquez pinta el aire. Hay además, un espacio virtual hacia donde mira el pintor y en el que se supone que están los reyes o los espectadores. Otro espacio importante es el del punto de fuga del fondo del cuadro, muy luminoso, donde un personaje huye de la intimidad del momento. Un cuarto espacio es el pequeño espejo que refleja a los reyes; y finalmente, está el espacio delimitado por la luz dorada que se aprecia en las figuras de la infanta, las meninas, la enana y el perro. Son espacios reales y virtuales que conforman la realidad fantástica del cuadro.

### Espejo y escenas reflejadas

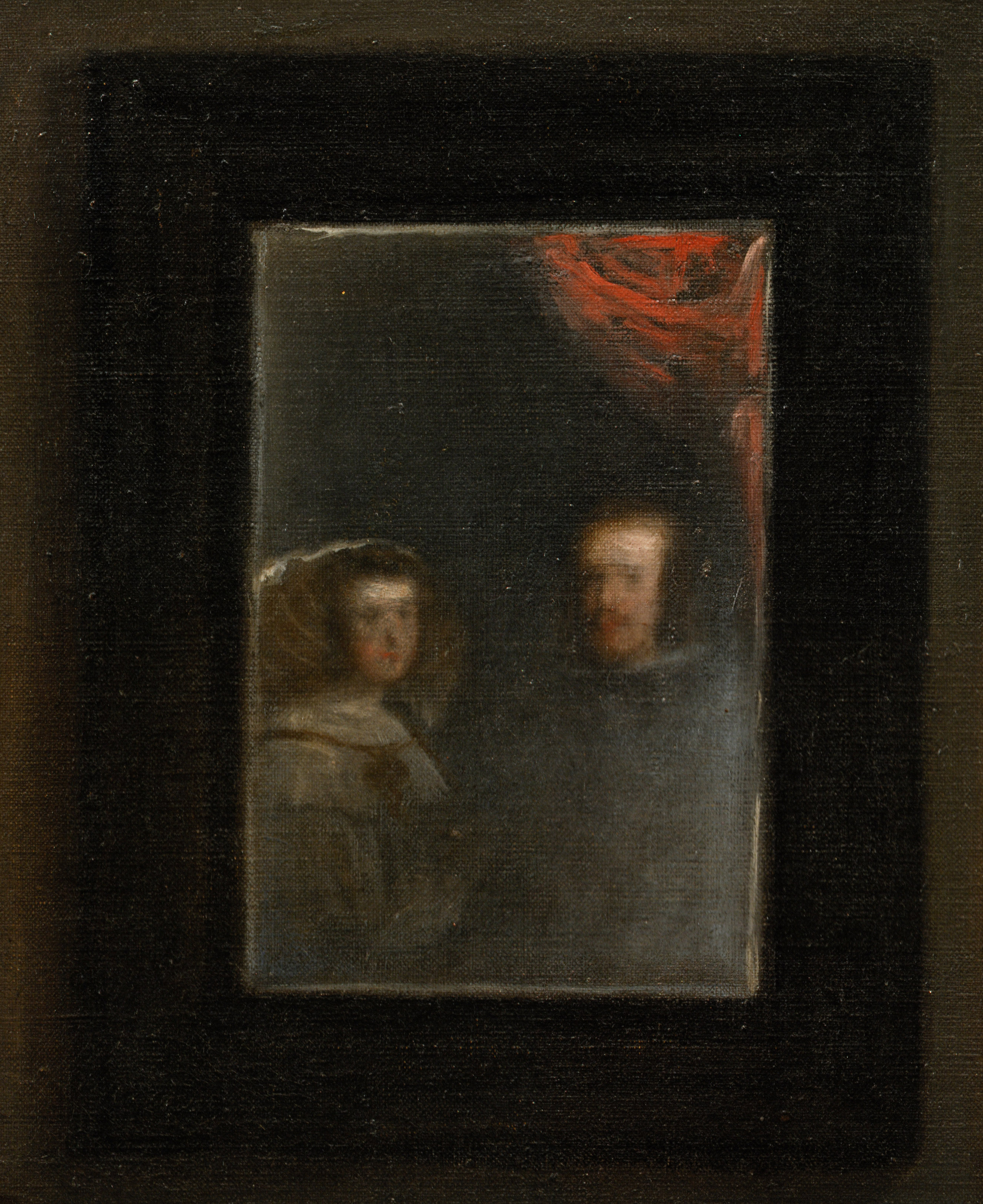
Detalle de Las meninas. Espejo del fondo donde están reflejados Felipe IV y Mariana de Austria.

La estructura espacial y la posición del espejo están dispuestas de tal manera que parece que Felipe IV y Mariana se encontraran delante de la infanta y sus acompañantes, con el observador del lienzo. Según Janson, no solamente la infanta y sus sirvientes están presentes para distraer a la pareja real, sino que la atención de Velázquez se concentra en ellos mientras pinta su retrato. Aunque solo se pueden ver reflejados en el espejo, la representación de la pareja real ocupa un lugar central en la pintura, tanto por la jerarquía social como por la composición del cuadro. La posición del espectador en relación con ellos es incierta. La cuestión es saber si el espectador está cerca de la pareja real o si los reemplaza y contempla la escena con sus propios ojos; es una cuestión que genera polémica. La segunda hipótesis es, para saber cuál es el objetivo de la atención de las miradas de Velázquez, de la infanta y de Mari Bárbola, que mira directamente hacia el observador de la pintura.
En Las meninas se supone que la reina y el rey están fuera de la pintura, y su reflejo en el espejo los sitúa en el interior del espacio pictórico. El espejo, situado sobre el triste muro del fondo, muestra lo que hay: la reina, el rey y —según las palabras de Harriet Stone— las generaciones de espectadores que han venido a tomar el sitio que la pareja tiene en el cuadro. Una hipótesis alternativa del historiador H. W. Janson es que el espejo refleja la tela de Velázquez, tela que ya tiene pintada con la representación de los reyes.

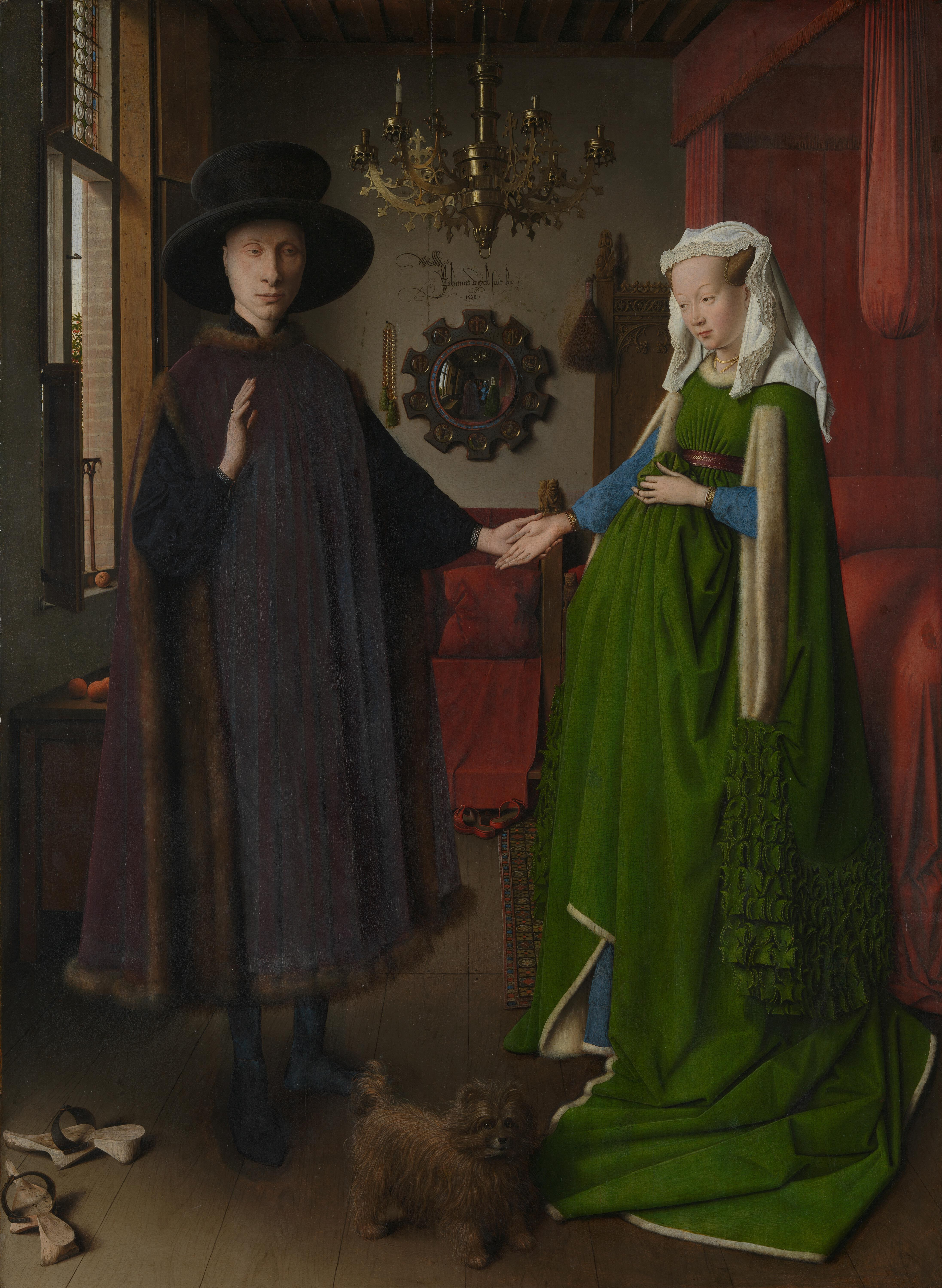
El matrimonio Arnolfini de Jan van Eyck (1434). Es una imagen reflejada en un espejo, como en la pintura de Las meninas y es muy posible que inspirara a Velázquez.

Probablemente Las meninas han estado influenciadas por la tela de Jan van Eyck, El matrimonio Arnolfini. Cuando Velázquez estaba pintando Las meninas, el cuadro de Van Eyck formaba parte de la colección de palacio de Felipe IV y Velázquez, sin duda, conocía muy bien esta obra. En El matrimonio Arnolfini de manera similar, hay un espejo en la parte posterior de la escena pictórica, que refleja dos personajes de cara y una pareja de espalda. Aunque estos personajes son muy pequeños para poder ser identificados, una hipótesis es que una de las imágenes corresponde al pintor, justo en el momento de entrar a pintar. Según Lucien Dällenbach:

El espejo de Las meninas está delante del observador, como en el cuadro de Van Eyck. Pero el procedimiento aquí es más realista: el espejo, en la parte posterior, no es convexo, sino plano. Mientras que en el cuadro de Van Eyck los objetos y los personajes están recompuestos en un espacio deformado y condensado por la curvatura del espejo, Velázquez se niega a jugar con las leyes de la perspectiva: para quien esté delante del cuadro, él proyecta sobre el espejo los dobles perfectos del rey y la reina. Además, muestra los personajes que son observados por el pintor y, al mismo tiempo, mediante el espejo, se pueden ver los individuos que entran y que dirigen la atención hacia Velázquez, desembocando en una reciprocidad de miradas que trae como consecuencia que la imagen salga de su marco y convide al visitante a entrar dentro de la tela.

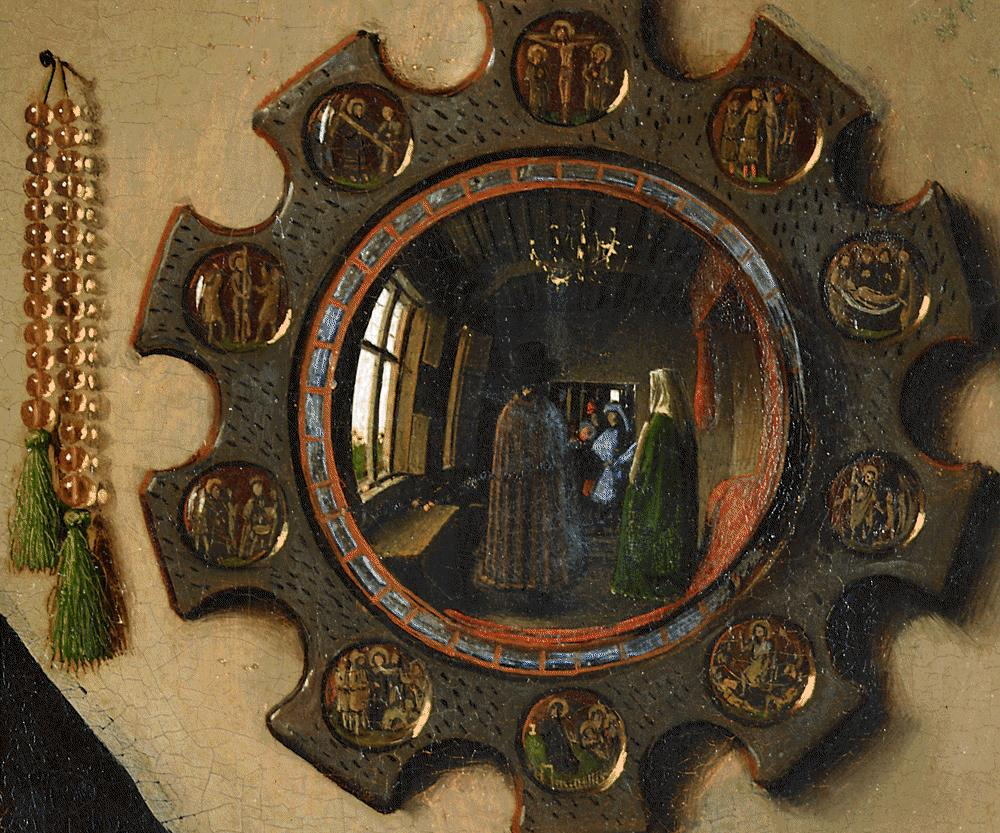
Detalle del espejo de El Matrimonio Arnolfini de Jan van Eyck. Van Eyck se muestra a sí mismo mediante el espejo. El espejo de Las meninas puede ser visto como una imagen que pretende representar la pareja real dentro del espacio pictórico.

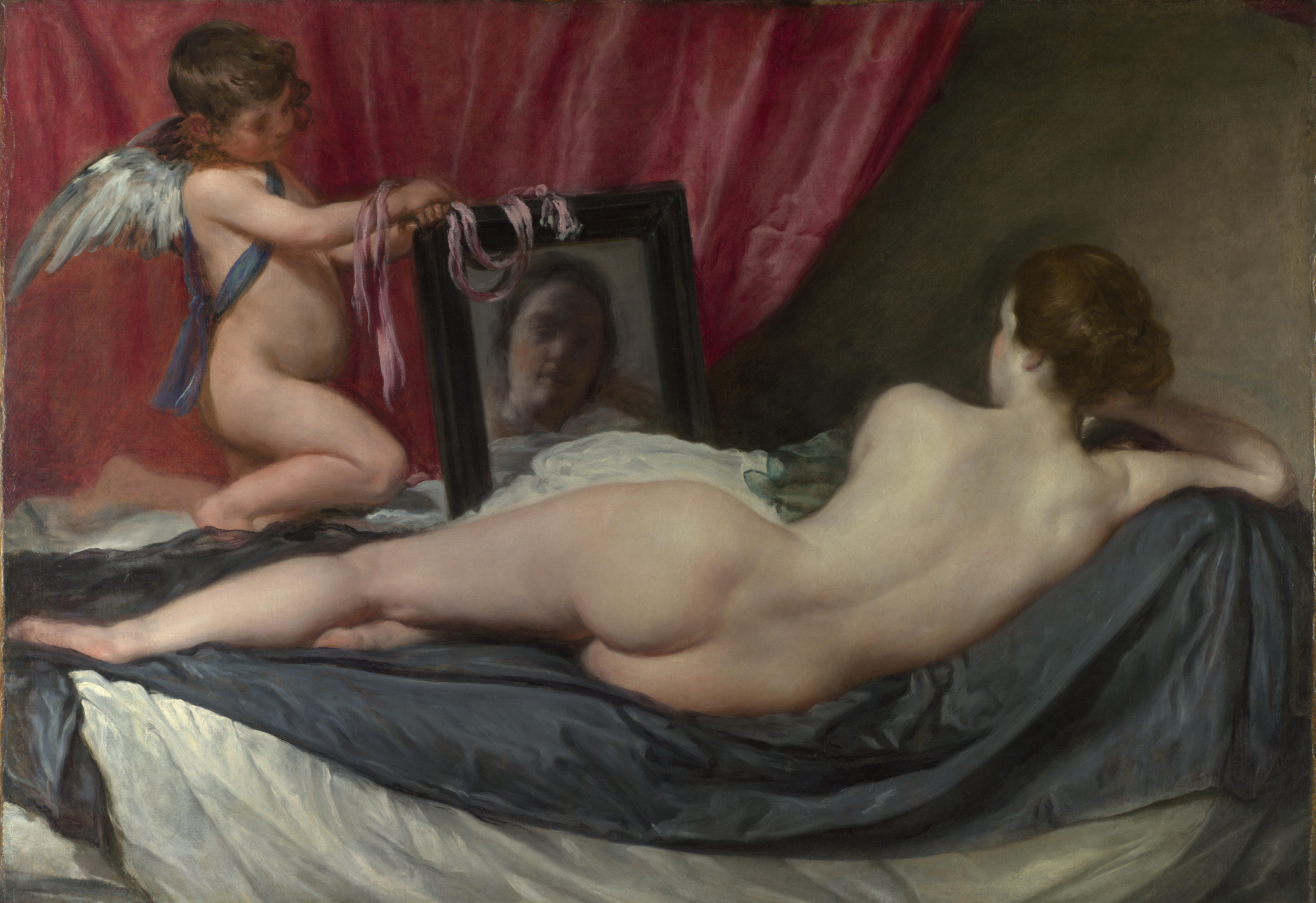
Venus del espejo, de Diego Velázquez (1644-1648),, National Gallery de Londres.

El espejo del cuadro tiene una medida de unos treinta centímetros de altura, y las imágenes del rey y la reina están, de manera intencionada, difusas. Jonathan Miller se hace la pregunta: «¿Qué tendríamos que pensar de las caras difusas del rey y la reina en el espejo? Es poco probable que fuese debido a una imperfección en la óptica del espejo; de hecho, se quiere mostrar este efecto de la imagen del rey y la reina». Un efecto similar está presente en la Venus del espejo, el único de los desnudos pintados por Velázquez que se ha conservado; la cara del personaje se desvanece en el espejo, más allá de todo realismo. El ángulo del espejo es tan fuerte que «aunque normalmente sea descrita como que se está mirando en él, está de manera desconcertante mirándonos».
De manera humorística, Miller también comenta que, además del espejo representado en Las meninas, podemos imaginar la existencia de otro espejo que no aparece en el cuadro, sin el cual habría sido difícil que Velázquez se hubiera podido pintar a él mismo, autorretratándose.

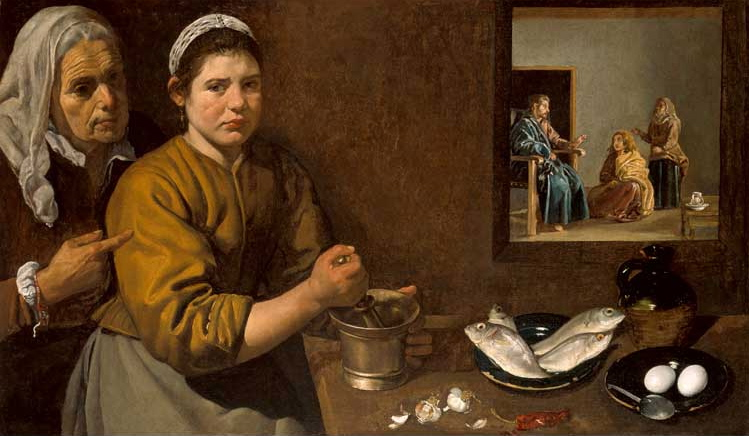
Cristo en casa de Marta y María, de Diego Velázquez (1618).

Numerosos aspectos de Las meninas están relacionados con otras obras procedentes de Velázquez, donde se utiliza y juega con los mismos recursos. Según López-Rey, aparte de El matrimonio Arnolfini, el cuadro que más se acerca a Las meninas es el Cristo en casa de Marta y María, tela que Velázquez pintó en 1618, unos cuarenta años antes, en Sevilla; en este cuadro se puede detectar una imagen en el fondo como si fuera una ventana que da a otra habitación, o que también puede ser un espejo.
En 1964, antes de la restauración del Cristo en casa de Marta y María, numerosos historiadores de arte veían la escena que parece incrustada arriba, a la derecha del cuadro, como si fuera reflejada en un espejo, o como si fuera otro cuadro colgado en la pared. Este debate ha continuado, parcialmente, después de la restauración, aunque según la National Gallery de Londres, que es donde está expuesto el lienzo, Cristo y sus acompañantes son visibles solamente a través de una ventana que da a una habitación contigua. Los vestidos que aparecen en ambas habitaciones son también diferentes; los vestidos de la escena principal son contemporáneos a Velázquez, mientras que los de la escena donde se encuentra Cristo utilizan los convenios iconográficos tradicionales para las escenas bíblicas. En Las hilanderas, cuadro pintado probablemente un año después que el de Las meninas, aparecen representadas dos escenas de Ovidio: en un primer plano, con vestidos contemporáneos y en el plano posterior, con vestidos antiguos. Según Sira Dambe, «en esta tela, los aspectos de la representación son tratados de manera similar a los de Las meninas».

## Opiniones
- El pintor barroco Luca Giordano en 1700 dijo que era la «teología de la pintura».[99]
- El escritor Théophile Gautier, en el siglo XIX, a la vista de la pintura, exclamó la famosa frase: «¿Dónde está el cuadro?».[100]
- Thomas Lawrence, uno de los mejores retratistas ingleses de la generación del siglo XIX, la calificó como la «filosofía de la pintura».[101]
- Stirling-Maxwell, en el libro Annals of the Artists of Spain del año 1848, compara «... el realismo de Las meninas con una fotografía, un anticipo del invento de Daguerre».[102]
- El gran pintor del impresionismo Édouard Manet, después de una estancia en Madrid el año 1865 y visitar durante unos días el Museo del Prado, expresó su sorpresa delante la obra del pintor español con la que se identificaba por la sutileza de su cromatismo y la clave de arte moderno que se abre con su obra. Con esta impresión escribió a su amigo, el pintor Henri Fantin-Latour, realizando el siguiente comentario: «Velázquez, por sí solo justifica el viaje. Los pintores de todas las escuelas que le rodean, en el museo de Madrid, parecen simples aprendices. Es el pintor de los pintores».[57]
- José Ortega y Gasset, en su libro Papeles sobre Velázquez, deja escrito: «El tema de Velázquez es siempre la instantaneidad de una escena. Nótese que si una escena es real consta, por fuerza, de instantes en cada uno de los cuales los movimientos son distintos».[103]
- Raffaello Causa, en la monografía dedicada a Diego Velázquez de la Pinacoteca de los Genios del año 1965, describe Las meninas de esta manera: «Una serie de retratos reunidos en un sugestivo cuadro de conjunto, que es como una ventana abierta de par en par y, de golpe, a la rigurosa etiqueta de palacio. Todos los personajes que rodean a la infanta Margarita han estado identificados; a la izquierda está el autorretrato del pintor».[104]
- También en una modalidad filosófica se encuentra la interpretación publicada en 1966 por Michel Foucault en su texto sobre Las meninas, como un ensayo de introducción en su libro Les mots et les choses. Foucault considera la pintura como una estructura de conocimiento que invita al observador a participar en la representación dentro de otra representación.[105]
- Durante una visita conjunta que realizaron Salvador Dalí y Jean Cocteau al Museo del Prado, se les realizó la pregunta de qué salvarían en caso de incendio del Museo, Cocteau respondió «el fuego», mientras que Dalí dijo «el aire de Las meninas».[106]
- En el año 1980, los críticos Snyder y Cohn observaron:

Velázquez quería que la imagen proyectada en el espejo dependiera del resto de la tela pintada. ¿Por qué quería esto? La imagen luminosa del espejo parece reflejar al rey y a la reina, pero hace algo más, va contra natura. La imagen reflejada es solo un reflejo. ¿Un reflejo de qué? Del dueño de la obra verdadero; del arte de Velázquez.

## Influencia deLas meninasde Velázquez

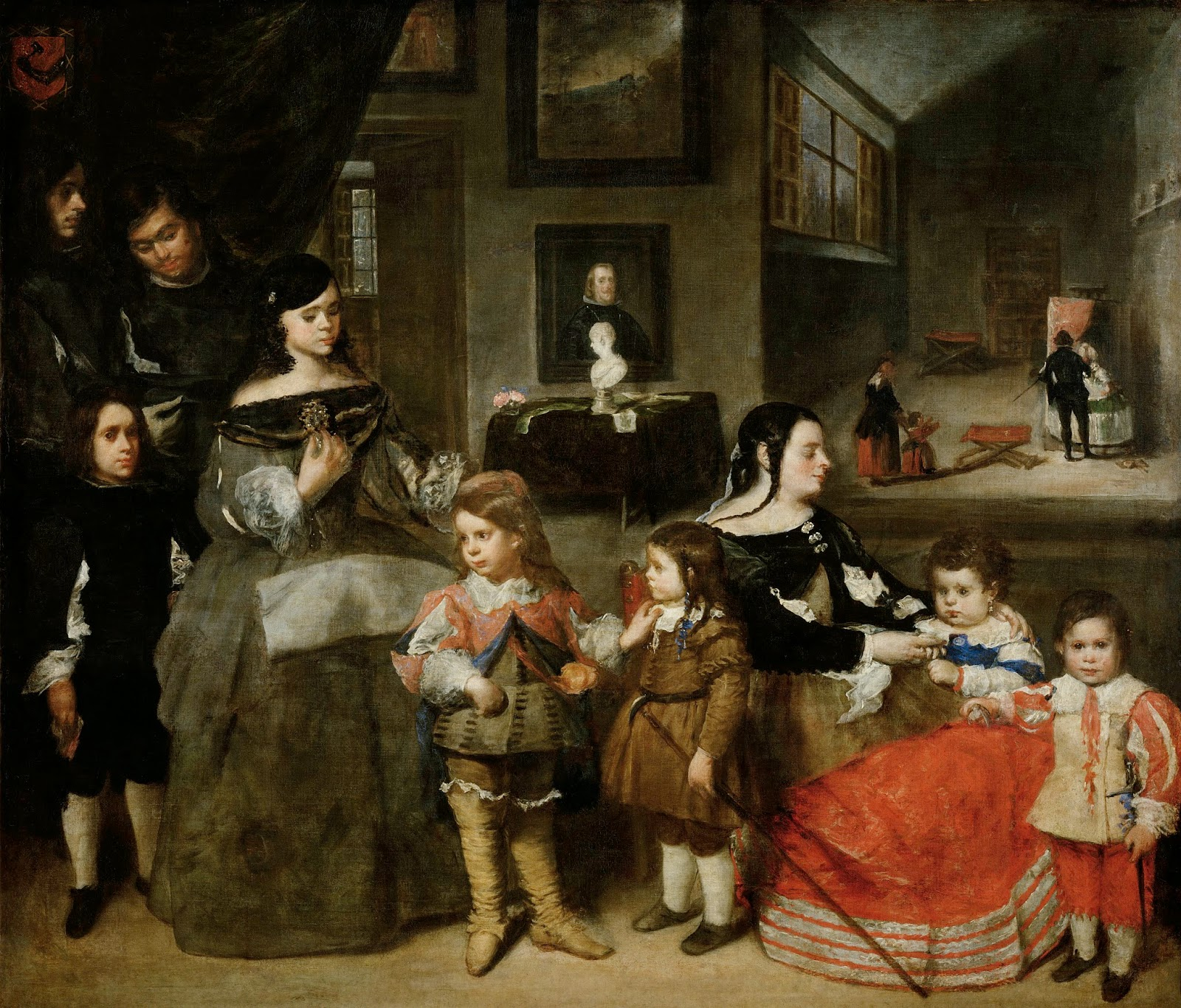
La familia del pintor Juan Bautista Martínez del Mazo.

Aunque se conocen reseñas elogiosas sobre Las meninas desde el mismo siglo XVII, en realidad hasta el siglo XIX fue una obra desconocida fuera de la Corte madrileña y no alcanzó la fama internacional hasta su exhibición en el Museo del Prado, inaugurado en 1819. Hasta entonces había permanecido confinada en palacios reales de acceso restringido: primero en el Alcázar de Madrid y luego en el nuevo palacio erigido en su lugar, el actual Palacio de Oriente.
El primer seguidor de Velázquez fue sin duda su yerno Juan Bautista del Mazo, pintor de cámara de Felipe IV el año 1661. En el Retrato de Mariana de Austria con tocas de viuda de 1666 (National Gallery de Londres) se puede ver en el plano posterior la colocación de Carlos II y la enana Mari Bárbola en una escena similar a la de Las meninas de Velázquez.
También la ambientación y la disposición de los diversos elementos de su obra La familia del pintor Juan Bautista Martínez del Mazo, en la que representa a toda su familia y personal de servicio, remite sin duda a Las meninas.
Luca Giordano, conocido en España como Lucas Jordán, en 1700, después de su viaje a Madrid, donde admiró el cuadro de Las meninas, realizó una pintura con el título Homenaje a Velázquez que se conserva en la National Gallery de Londres.
Las meninas tuvo una limitada difusión mediante estampas hasta bien avanzado el siglo XIX, y el primer artista que reprodujo el cuadro en grabado fue Francisco de Goya y Lucientes, quien se reconoció fuertemente influenciado por la pintura de Velázquez. Cuando entró a trabajar en la corte española, tuvo acceso a las colecciones de pintura de la corte, y en 1778 publicó una serie de aguafuertes en la que reprodujo cuadros de Velázquez y que amplió con más grabados velazqueños en años posteriores. Hacia 1785 hizo uno de Las meninas, pero no le dejó satisfecho y optó por no publicarlo con el resto de la serie. La plancha hubo de desecharse, si bien subsisten siete impresiones de ella. Una (ahora en col. particular) perteneció a Ceán Bermúdez, quien escribió en su margen inferior: "Mengs se ponía de mal humor (al ver "Las meninas") diciendo que él era un collón (por no poder igualarlas)".
El otro grabado de Las meninas anterior a 1800 lo hizo en París Pierre Audouin en 1799, con destino a una serie de grabados de reproducción de las pinturas de la colección real por encargo de la Compañía para el grabado de los cuadros de los Reales Palacios. El dibujo sobre el que trabajó Audouin, que nunca viajó a Madrid para ver el cuadro, lo proporcionó un apenas conocido Antonio Martínez, formado como dibujante en Roma, y resultó particularmente desafortunado en los rostros y en la propia figura de Velázquez, desproporcionada. Cuando la plancha llegó a Madrid la Compañía se hallaba en crisis y quedó sin publicar hasta algunos años más tarde, cuando el cuadro había pasado ya de palacio al Museo del Prado, como consta por la inscripción al pie. No obstante sus notorios defectos, la lámina fue durante mucho tiempo el único referente visual del cuadro de Velázquez para quien no pudiese visitarlo en el museo madrileño e incluso la primera fotografía que del cuadro de Velázquez se publicó, la que ilustraba la pintura de Las meninas en la obra de William Stirling-Maxwell Talbotype Illustrations to the "Annals of the Artists of Spain", se basaba en esa estampa y no en la pintura original.
La influencia de Velázquez y Las meninas en Goya se mantuvo a lo largo del tiempo. En 1800 Goya realizó el retrato de La familia de Carlos IV donde, en un acto de homenaje al pintor de Las meninas, Goya se autorretrata mirando hacia el espectador a la izquierda de la familia real, se acerca en esta pintura a la instantánea fotográfica, como ya había hecho en el cuadro La familia del infante don Luis de Borbón del año 1784, en la que también se autorretrata en la parte izquierda como Velázquez.

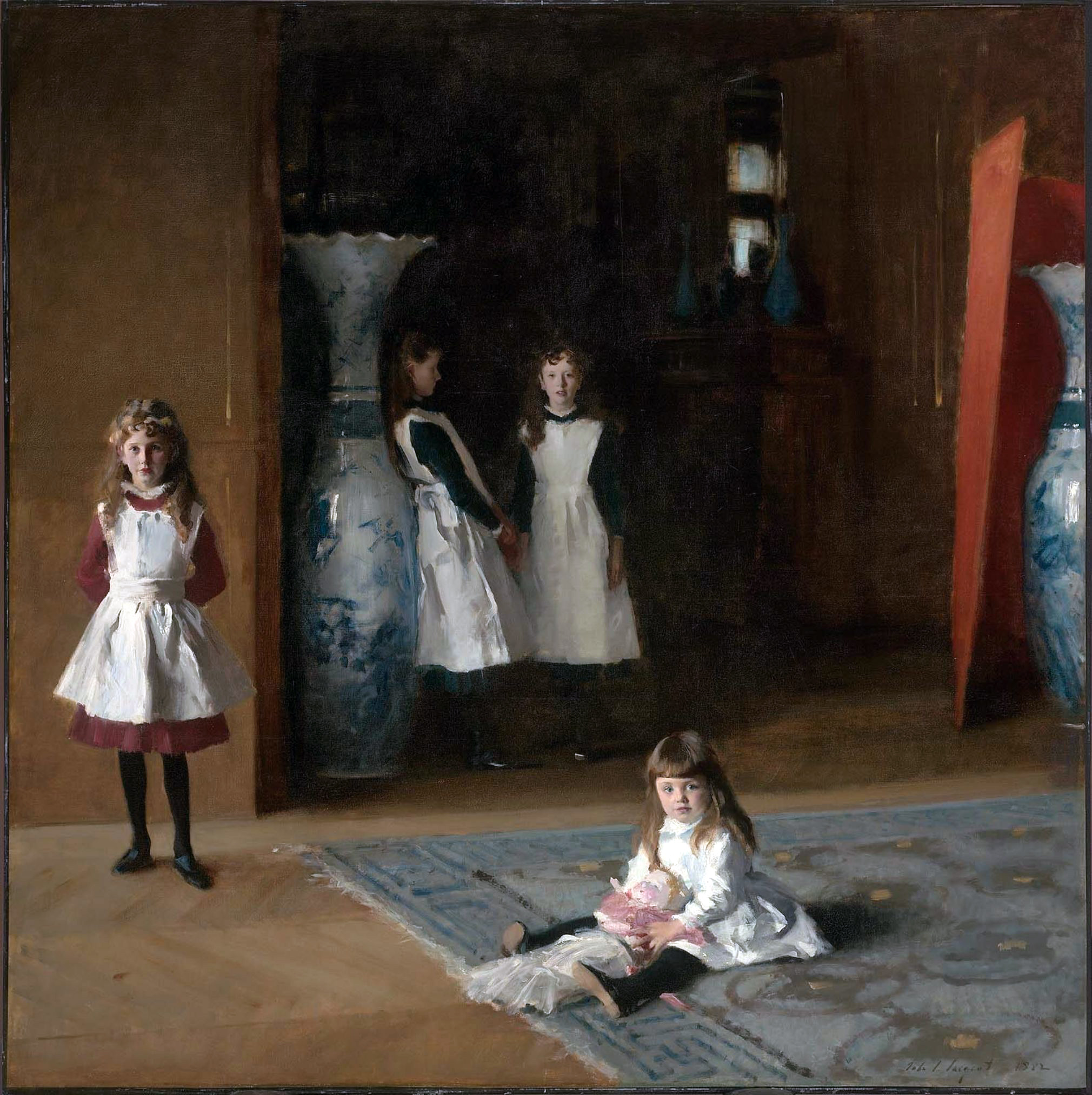
John Singer Sargent, Las hijas de la familia Boit, 1882.

El pintor de los Estados Unidos, John Singer Sargent, estuvo influenciado en sus retratos por Velázquez. Visitó el Prado en 1879 y pintó una copia literal del cuadro, que ha sido adquirida para el futuro Lucas Museum of Narrative Art de Los Ángeles promovido por el cineasta George Lucas . Pero la obra de Sargent que más delata su deuda con el gran maestro es el cuadro Las hijas de Edward Darley Boit, realizado en 1882, donde intenta captar el aire del interior como en Las meninas. Se conserva en el Museo de Bellas Artes de Boston.
Salvador Dalí en sus últimas obras cada vez se acercaba más a los grandes maestros que siempre admiró, entre los que se encontraba Velázquez. En el año 1973, su pintura Cuadro estereoscópico inacabado, consigue la multiplicación del espacio a través de un espejo donde también aparece su autorretrato en clara alusión a Las meninas.
Gran número de artistas han realizado obras a partir de Las meninas, por tanto se puede decir que sus obras han estado influidas por Velázquez, entre los que destacamos: Richard Hamilton, Cristóbal Toral, Antonio Saura, Equipo Crónica, también escultores se han unido con obras relacionadas como Jorge Oteiza en el 1958 con la escultura Homenaje a las meninas, Las meninas de la serie Entretenimientos en el Prado de Pablo Serrano o Las meninas de Manolo Valdés. Todos estos artistas han estado reunidos para una gran exposición en el Museo Picasso de Barcelona con el nombre Oblidant Velázquez Las Meninas durante el año 2008.

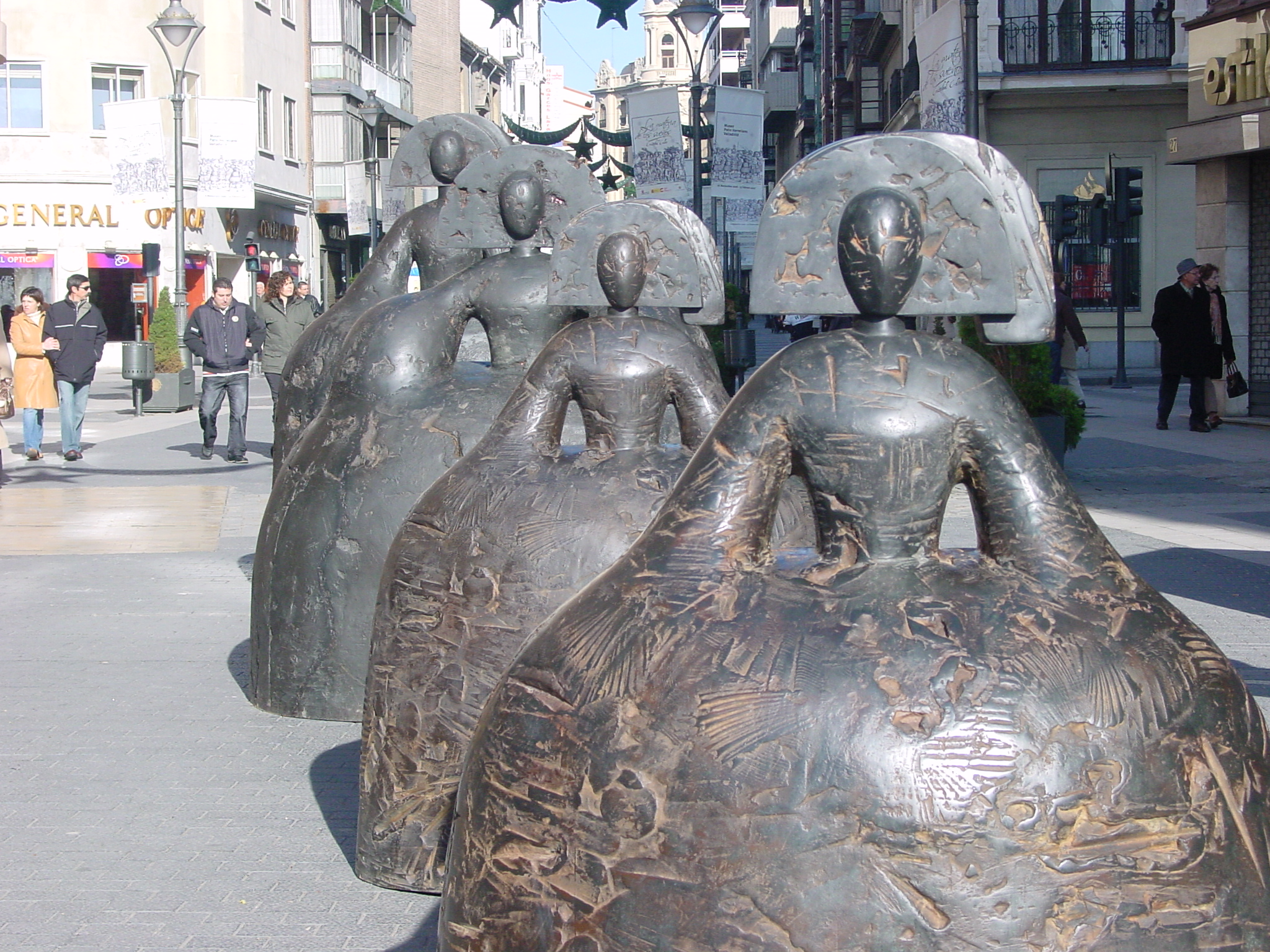
Las meninas de Manolo Valdés.

Famosa es la frase de Picasso dicha en 1950 a su amigo Sabartés en una conversación sobre arte:

Si alguien se pusiese a copiar Las Meninas, totalmente con buena fe, al llegar a cierto punto y si el que las copiara fuera yo, diría: ¿Y si pusiera ésta un poquito más a la derecha o a la izquierda? Yo probaría de hacerlo a mi manera, olvidándome de Velázquez.

Picasso, seducido por Las meninas, que ya le habían llamado la atención cuando era joven, el 17 de agosto de 1957, comenzó a trabajar en Cannes en la elaboración de una serie con 58 interpretaciones de la obra de Las meninas, que terminó en el mes de diciembre del mismo año. En la primera interpretación pintó la escena completa y sin color, solamente con grises; a Velázquez lo representó con una medida mucho más grande, su cabeza llega a tocar el techo y destaca sobremanera en su pecho la cruz de la orden de Santiago. Los rostros de las meninas Agustina Sarmiento e Isabel de Velasco los hace con trazos angulosos que contrarrestan con las caras redondas de la infanta Margarita y a los enanos Mari Bárbola y Pertusato. Marcela de Ulloa y su acompañante Diego Ruiz Azcona los muestra como personajes fantasmagóricos puestos dentro de una especia de féretros. Resalta los ganchos del techo que en Velázquez pasan casi desapercibidos, simplemente son ganchos para las lámparas y en la versión de Picasso los destaca dando la sensación de sala de torturas. Otra variante es la abertura de las contraventanas de todos los ventanales de la habitación palatina. Es prácticamente de estilo cubista. El 30 de diciembre de 1957 Picasso concluye la serie de Las meninas con el retrato de Isabel de Velasco.
El choque estético experimentado por Herman Braun-Vega al descubrir esta serie durante su visita a Barcelona en 1968, lo llevó a realizar desde su regreso a París, en el mismo plazo que Picasso, su propia serie sobre el tema de Las Meninas con el mismo número de cuadros. Poco más de diez años después del estudio cubista de aquel que considera su padre espiritual, es un estudio cinético de los instantes que supuestamente precedieron a la pose congelada por Velázquez lo que le valió los elogios de la crítica para su primera exposición personal parisina. El principal políptico de esta serie, titulado Velázquez desnudo acompañado de las Meninas, se encuentra ahora en exhibición en el Museo de Antioquia en Medellín, Colombia. Otras pinturas de esta serie, incluyendo el cuadríptico Velázquez yendo a su caballete, se encuentran en el Museo de Arte Blanton, en Austin, Texas. El año siguiente, en una de sus pinturas sobre el tema de El almuerzo sobre la hierba de Manet, Braun-Vega convocó simultáneamente a Picasso, Velázquez y otra vez Las Meninas. La pintura titulada Les invités sur l'herbe (Los invitados en la hierba) forma parte de la colección del Museo de Arte Moderno de París.
Con el proyecto que el Museo del Prado lanzó en 2009 facilitando el acceso al cuadro de Las meninas en mega alta resolución a través de Internet, entre los años 2010 y 2011 Félix de la Concha hizo la obra Las meninas desde una luz artificial. Es una minuciosa copia que hizo desde Iowa City, Estados Unidos. Pintada al óleo en 140 fragmentos, unidos reconstruyen el tamaño real del cuadro de 318 x 276 centímetros; a los que se añadieron 30 centímetros en su lateral izquierdo que recrea la parte perdida del original en ese lado del cuadro por el incendio del Alcázar en 1734, dando una lectura nueva a la composición. Su trabajo también resalta con su fragmentación la artificialidad de la reproducción como forma de ver hoy las obras de arte. Las meninas desde una luz artificial están en exhibición pública desde 2018 en el hotel NH de Zamora.
En el año 2004, la artista de vídeo Eve Sussman filmó 89 segundos en el Alcázar, un cuadro vivo de alta definición de vídeo inspirado en Las meninas. El trabajo es una reconstrucción en 89 segundos del momento en que la familia real y sus cortesanos habrían venido justo hasta la configuración exacta de la pintura de Velázquez. Sussman contó con un equipo de 35 personas, incluyendo un arquitecto, un diseñador, un coreógrafo, un diseñador de vestidos, actores, actrices y un equipo de rodaje.
El escritor irlandés Oscar Wilde se inspiró en Las meninas para escribir su cuento El cumpleaños de la infanta. [cita requerida]
El dramaturgo Antonio Buero Vallejo escribió, en 1959, la obra de teatro Las meninas, estrenada en el Teatro Español de Madrid el 9 de diciembre de 1960, bajo la dirección de José Tamayo.

## Las meninasde Kingston Lacy

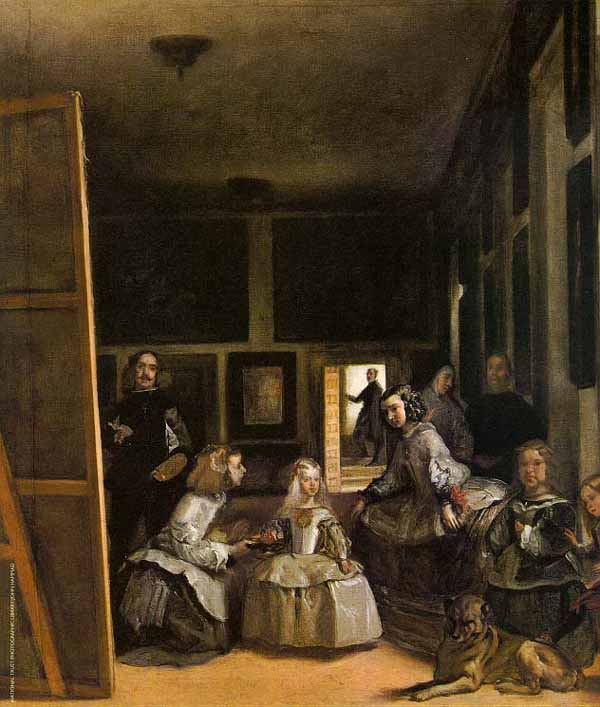
Las meninas de Kingston Lacy.

Una versión reducida del cuadro se conserva en el palacio campestre de Kingston Lacy, en Dorset, Inglaterra (Reino Unido). Diversos expertos como Matías Díaz Padrón insisten en que podría ser un «modello» pintado por Velázquez antes que el original del Museo del Prado, acaso para que fuese aprobado por el rey, aunque en él se muestra el cuadro en su estado final, sin los cambios que se observan en las radiografías. La mayoría de los expertos creen por ello que es una copia sin los matices y sutilezas del pintor, como en el reflejo de los reyes en el espejo, ausente en la copia, que en cualquier caso entraña gran interés pues no se conoce ninguna otra de dicho cuadro anterior al siglo XIX.
Esta copia se inventarió como tal ya en el siglo XVII en la colección del marqués del Carpio y pasó luego a ser propiedad de Gaspar Melchor de Jovellanos en tiempos de Ceán Bermúdez, cuyos escritos sobre esta obra no se publicaron hasta 1885. Su composición es casi idéntica al original y, bajo el color, se aprecian líneas de lápiz que dibujan el óvalo de la cara de la infanta, así como los ojos y los cabellos. Está realizado con unos colores más claros y la luz también es menos fuerte.